# Oligodon lungshenensis
Oligodon lungshenensis är en ormart som beskrevs av Zheng och Huang 1978. Oligodon lungshenensis ingår i släktet Oligodon och familjen snokar. Inga underarter finns listade i Catalogue of Life.
Denna orm förekommer med flera från varandra skilda populationer i centrala och södra Kina. Arten lever i bergstrakter mellan 900 och 1500 meter över havet. Individerna vistas främst i skogsgläntor som är täckta av gräs. Honor lägger ägg.
För beståndet är inga hot kända. I utbredningsområdet ingår flera skyddszoner. IUCN kategoriserar arten globalt som nära hotad.